# Hidrogenofilàcies
Els hidrogenofilàcias (Hydrogenophilaceae) són una petita família del fílum Proteobacteria, amb dos gèneres. Els hidrogenofilàcias són termofílics, creixent al voltant de 50 °C i obtenint la seva energia de l'oxidació d'hidrogen. L'altre gènere Thiobacillus, redefinit per incloure solament aquelles espècies beta proteobacteri. Altres membres de Thiobacillus van ser transferits a Acidithiobacillus, Halothiobacillus i a Thermithiobacillus, ara col·locats en altres famílies.
Thiobacillus és usat com a control de plagues, i.g. cancros de la papa, on no tolera condicions àcides. Si una zona afectada és tractada amb sulfurs i Thiobacillus, els bacteris oxidarán al sulfur cap a àcid sulfúric, destruint la pesta.